# Lepidogobius
Lepidogobius is een monotypisch geslacht van straalvinnige vissen uit de familie van grondels (Gobiidae).

## Soort
- Lepidogobius lepidus (Girard, 1858)